# Équipe de Suisse de football en 2003
Cet article présente les résultats de l'équipe de Suisse de football lors de l'année 2003. Le 30 avril, elle dispute son premier match dans le Stade de Genève qui se solde par une défaite face à l'Italie.

## Bilan
|           | Nombre de matchs | Victoires | Défaites | Matchs nuls | Buts marqués | Buts encaissés |
| Domicile  | 5                | 2         | 2        | 1           | 8            | 8              |
| Extérieur | 3                | 1         | 1        | 1           | 6            | 5              |
| Neutre    | 0                | 0         | 0        | 0           | 0            | 0              |
| Total     | 8                | 3         | 3        | 2           | 14           | 13             |

## Matchs et résultats
| Match amical                                | Slovénie    | 1 - 5   | Suisse                                           | Športni Park, Nova Gorica                      |                                                |
| 12 février 2003 · Historique des rencontres | Rakovič 72e | (0 - 3) | 3e Yakın · 29e Haas · 36e 78e Frei · 49e Cabanas | Spectateurs : 1 500 Arbitrage : Attila Abraham | Spectateurs : 1 500 Arbitrage : Attila Abraham |
| 12 février 2003 · Historique des rencontres | Rapport     |         |                                                  | Spectateurs : 1 500 Arbitrage : Attila Abraham | Spectateurs : 1 500 Arbitrage : Attila Abraham |

| Éliminatoires de l'Euro 2004             | Géorgie | 0 - 0 | Suisse | Mikheil Meskhi, Tbilissi                       |                                                |
| 2 avril 2003 · Historique des rencontres |         |       |        | Spectateurs : 10 000 Arbitrage : Edo Trivkovic | Spectateurs : 10 000 Arbitrage : Edo Trivkovic |
| 2 avril 2003 · Historique des rencontres | Rapport |       |        | Spectateurs : 10 000 Arbitrage : Edo Trivkovic | Spectateurs : 10 000 Arbitrage : Edo Trivkovic |

| Match amical                              | Suisse  | 1 - 2   | Italie                         | Stade de Genève, Genève                         |                                                 |
| 30 avril 2003 · Historique des rencontres | Frei 6e | (1 - 1) | 10e Legrottaglie · 76e Zanetti | Spectateurs : 30 000 Arbitrage : Damien Ledentu | Spectateurs : 30 000 Arbitrage : Damien Ledentu |
| 30 avril 2003 · Historique des rencontres | Rapport |         |                                | Spectateurs : 30 000 Arbitrage : Damien Ledentu | Spectateurs : 30 000 Arbitrage : Damien Ledentu |

| Éliminatoires de l'Euro 2004                    | Suisse       | 2 - 2   | Russie                      | Parc Saint-Jacques, Bâle                       |                                                |
| 7 juin 2003 · 20h15 · Historique des rencontres | Frei 13e 16e | (2 - 1) | 24e 68e (pen.) Ignachevitch | Spectateurs : 30 500 Arbitrage : Arturo Ibáñez | Spectateurs : 30 500 Arbitrage : Arturo Ibáñez |
| 7 juin 2003 · 20h15 · Historique des rencontres | Rapport      |         |                             | Spectateurs : 30 500 Arbitrage : Arturo Ibáñez | Spectateurs : 30 500 Arbitrage : Arturo Ibáñez |

| Éliminatoires de l'Euro 2004                     | Suisse                            | 3 - 2   | Albanie                     | Stade de Genève, Genève                          |                                                  |
| 11 juin 2003 · 20h15 · Historique des rencontres | Haas 11e · Frei 32e · Cabanas 71e | (2 - 1) | 23e Lala · 86e (pen.) Skela | Spectateurs : 26 000 Arbitrage : Stephen Bennett | Spectateurs : 26 000 Arbitrage : Stephen Bennett |
| 11 juin 2003 · 20h15 · Historique des rencontres | Rapport                           |         |                             | Spectateurs : 26 000 Arbitrage : Stephen Bennett | Spectateurs : 26 000 Arbitrage : Stephen Bennett |

| Match amical                                     | Suisse  | 0 - 2   | France                   | Stade de Genève, Genève                        |                                                |
| 20 août 2003 · 20h45 · Historique des rencontres |         | (0 - 1) | 13e Wiltord · 55e Marlet | Spectateurs : 30 000 Arbitrage : Paul Allaerts | Spectateurs : 30 000 Arbitrage : Paul Allaerts |
| 20 août 2003 · 20h45 · Historique des rencontres | Rapport |         |                          | Spectateurs : 30 000 Arbitrage : Paul Allaerts | Spectateurs : 30 000 Arbitrage : Paul Allaerts |

| Éliminatoires de l'Euro 2004                  | Russie                              | 4 - 1   | Suisse            | Stade Lokomotiv, Moscou                            |                                                    |
| 10 septembre 2003 · Historique des rencontres | Bulykine 22e 35e 60e · Mostovoï 72e | (2 - 1) | 12e (csc) Kariaka | Spectateurs : 30 500 Arbitrage : Pierluigi Collina | Spectateurs : 30 500 Arbitrage : Pierluigi Collina |
| 10 septembre 2003 · Historique des rencontres | Rapport                             |         |                   | Spectateurs : 30 500 Arbitrage : Pierluigi Collina | Spectateurs : 30 500 Arbitrage : Pierluigi Collina |

| Éliminatoires de l'Euro 2004                        | Suisse              | 2 - 0   | République d'Irlande | Parc Saint-Jacques, Bâle                      |                                               |
| 11 octobre 2003 · 17h30 · Historique des rencontres | Yakın 6e · Frei 60e | (1 - 0) |                      | Spectateurs : 31 006 Arbitrage : Anders Frisk | Spectateurs : 31 006 Arbitrage : Anders Frisk |
| 11 octobre 2003 · 17h30 · Historique des rencontres | Rapport             |         |                      | Spectateurs : 31 006 Arbitrage : Anders Frisk | Spectateurs : 31 006 Arbitrage : Anders Frisk |